# Église Saint-Philibert de Saint-Ismier
L'église Saint-Philibert de Saint-Ismier, située sur la commune de Saint-Ismier en Isère, est un édifice religieux de rite catholique et relevant de l'art roman, datant du XIIe siècle.
Le portail qui est, avec le porche voûté qu'il précède, la seule partie médiévale clairement identifiable de l'église, a été classé au titre des monuments historiques par arrêté du 20 juillet 1908.

## Situation et description
L’église est située dans le bourg ancien de Saint-Ismier, village positionné au cœur de la région naturelle du Grésivaudan, au nord-est de Grenoble. Dès sa création, celle-ci s'ouvre par un seul portail romain, orné de colonnettes en molasse surmontées de chapiteaux où figurent des sirènes à deux queues et des pampres. 
L'édifice religieux, de rite catholique est entourée en grande partie par le cimetière communal divisé entre une partie relativement ancienne située à proximité de l'église et d'une partie plus récente et plus éloignée de l'édifice.
Les chapiteaux de l’entrée (voir photos) datent de l'époque de la création de l'église (au XIIe siècle). Leur interprétation est discutée. Le chapiteau n°1 représente un personnage en prière (un orant) symbolisant saint Ismier, le chapiteau n°2 représente des Sirènes (image du péché), le chapiteau n°3 des Palmes vers la vie future et le chapiteau n°4 représente une femme entourée de serpents, probablement Ève.

## Historique
L'église de Saint-Ismier, placée dès avant l'an 1083, sous le patronage de saint Himerius, dont le culte a été approuvé par la Congrégation des rites par un décret du 27 janvier 1853, est dédiée à saint Philibert depuis 1850, à la demande de l'évêque de Grenoble Philibert de Bruillard,,.
L'édifice a été créé au cours du XIIe siècle. En 1430, Soffrey d’Arces, le seigneur d’Arces (dont le donjon d'un ancien château fort dénommée de nos jours, tour d'Arces, est encore visible à Saint-Ismier), fit une fondation et souhaita la construction d’une chapelle dédiée à sainte Catherine. Quatre des seigneurs d’Arces ont été enterrés dans l’église. Au XVIIe siècle, un agrandissement a permis de doubler la surface en ouvrant un second porche. Sur la porte latérale, la date de 1625 indique probablement l’époque des travaux. La chapelle fut dès lors intégrée dans le nouvel édifice et l’évêque Etienne Le Camus demanda qu’elle soit restaurée et qu’un des vitraux existants soit bouché,. 
En 1981 l'installation d'un orgue a été réalisée par le facteur d'orgues Michel Giroud, puis en 1989 l'église s'est dotée de vitraux d'Arcabas, exécutés par les maîtres verriers Jean Bessac et Paul Montfollet : une verrière dans le chœur évoque la Pentecôte, cinq autres sous la tribune évoquent la vie de Jésus,.
Depuis le 1er octobre 2000, elle est une des cinq églises de la paroisse Saint Martin du Manival.
Le 23 juin 2024, elle accueille la messe transmise en direct sur France 2 dans le cadre de l'émission Le jour du Seigneur,.

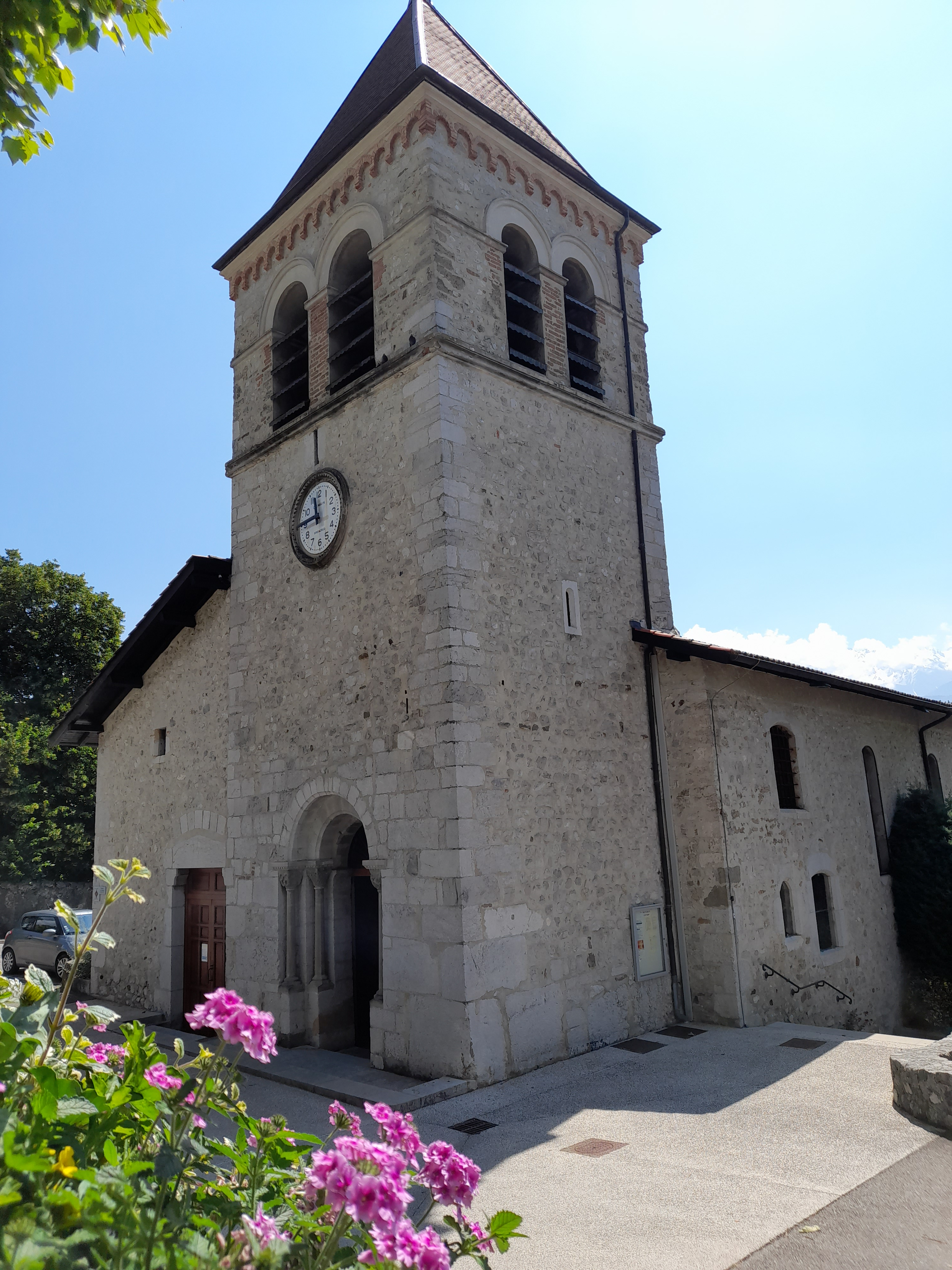
Vue générale de l'église Saint-Philibert.
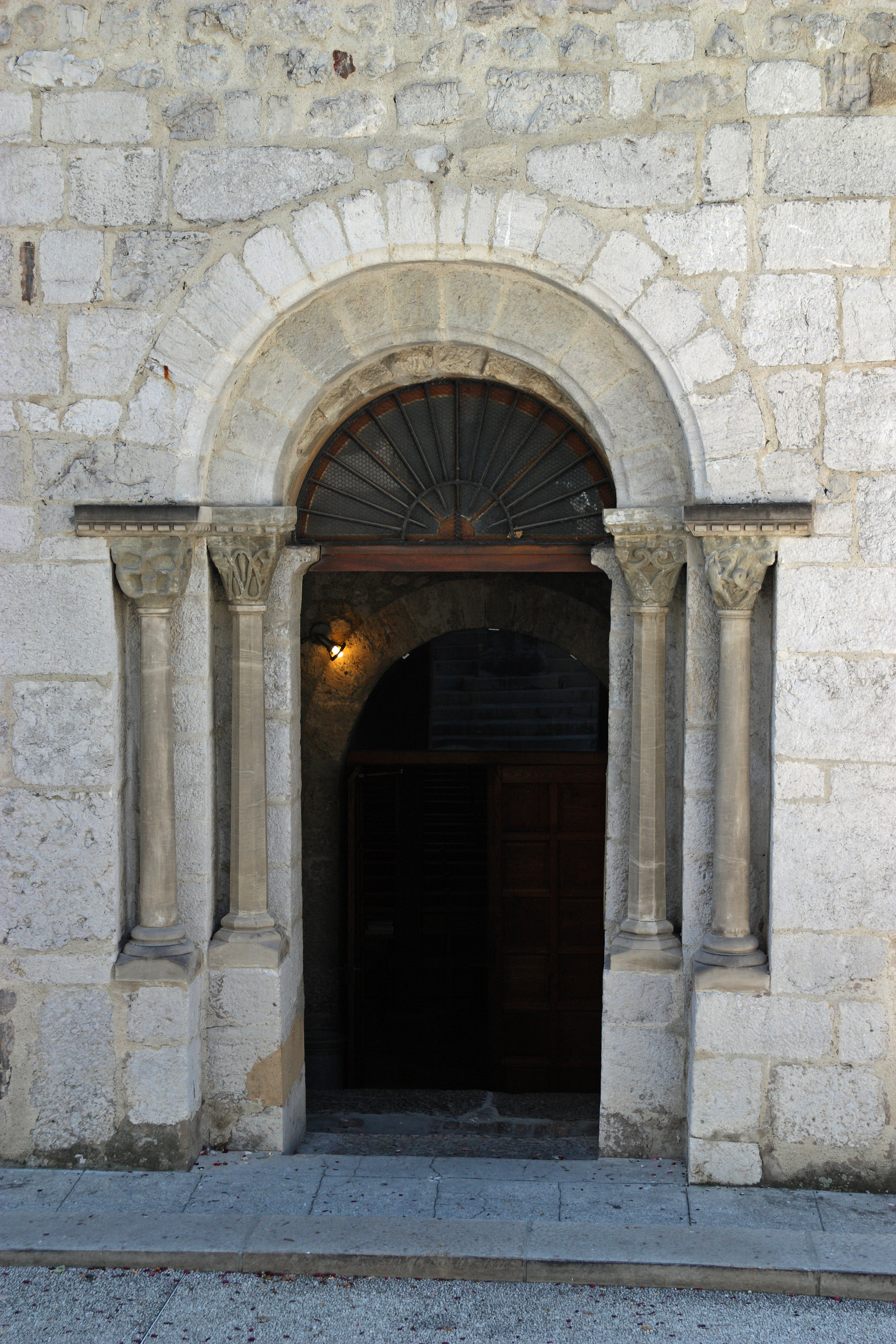
Portail de l'Église Saint-Philibert.
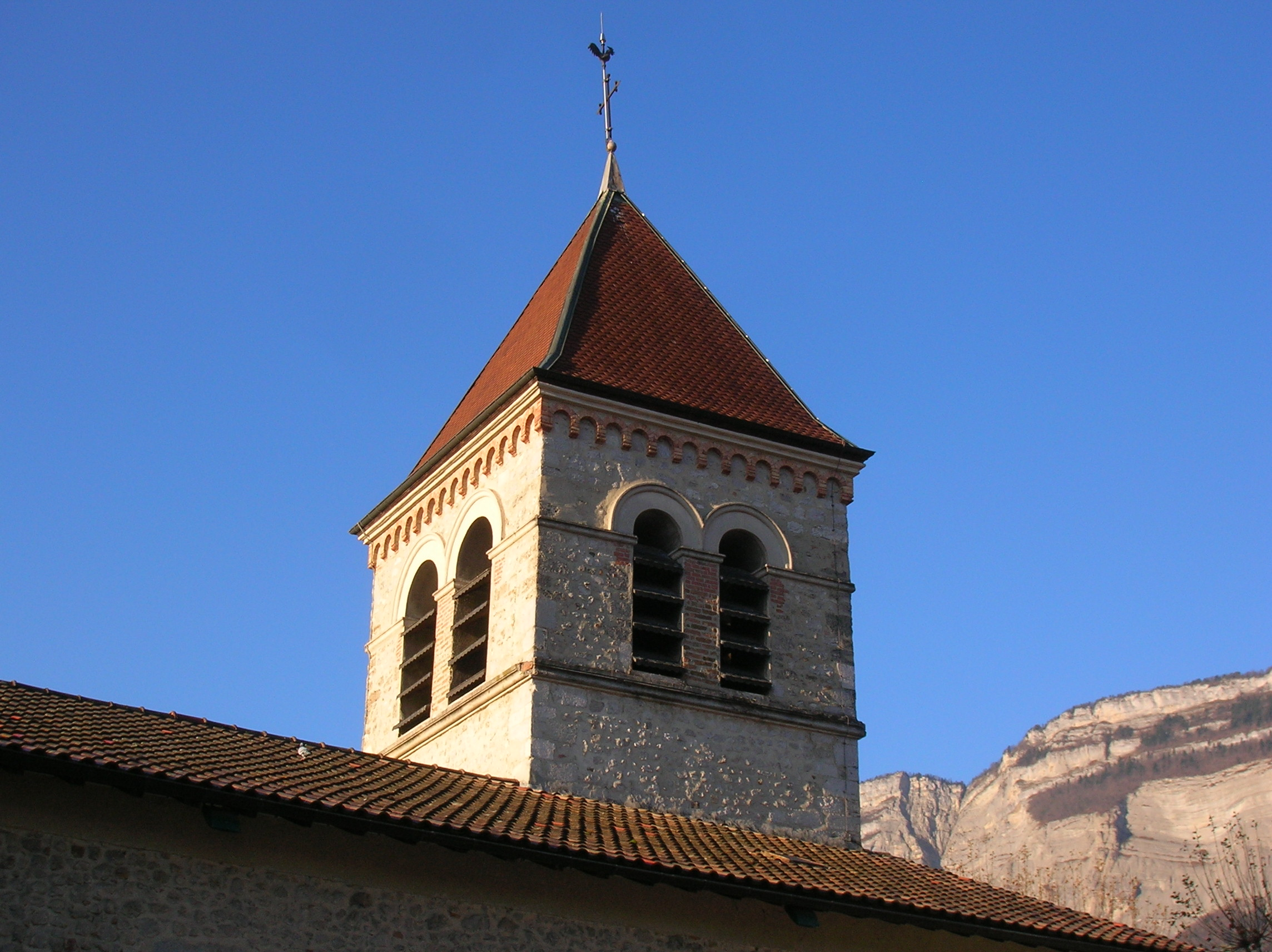
Clocher de l'église Saint-Philibert.
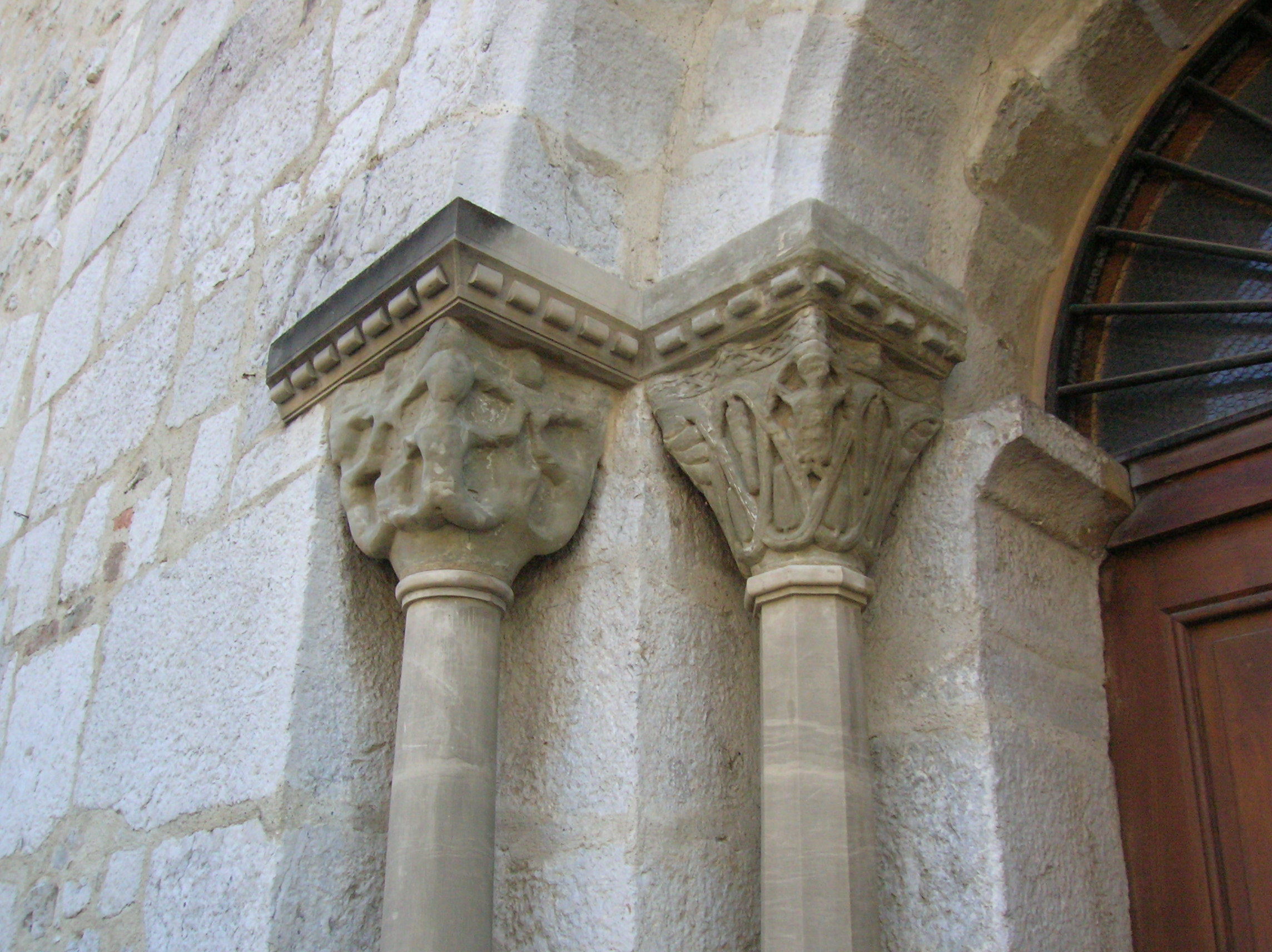
Détail des colonnes gauches du portail.
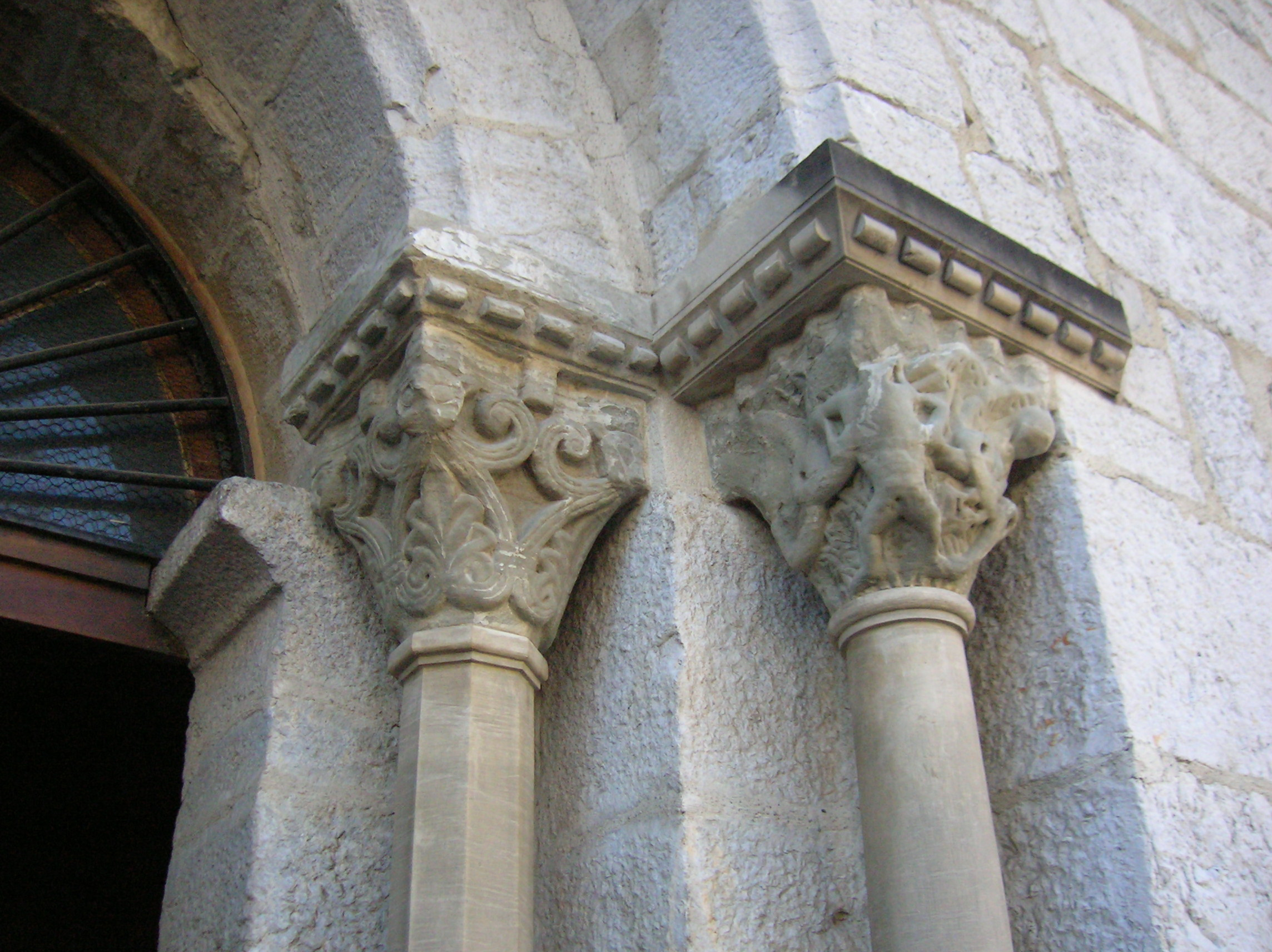
Détail des colonnes droites du portail.